# Австралийская служба карантина и инспекций
Австралийская служба карантина и инспекций является австралийским государственным ведомством, отвечающим за соблюдение австралийских карантинных законов, карантинные меры пограничного контроля, пассажиров и грузов. Служба является частью австралийского Министерства сельского хозяйства, рыболовства и лесного хозяйства.

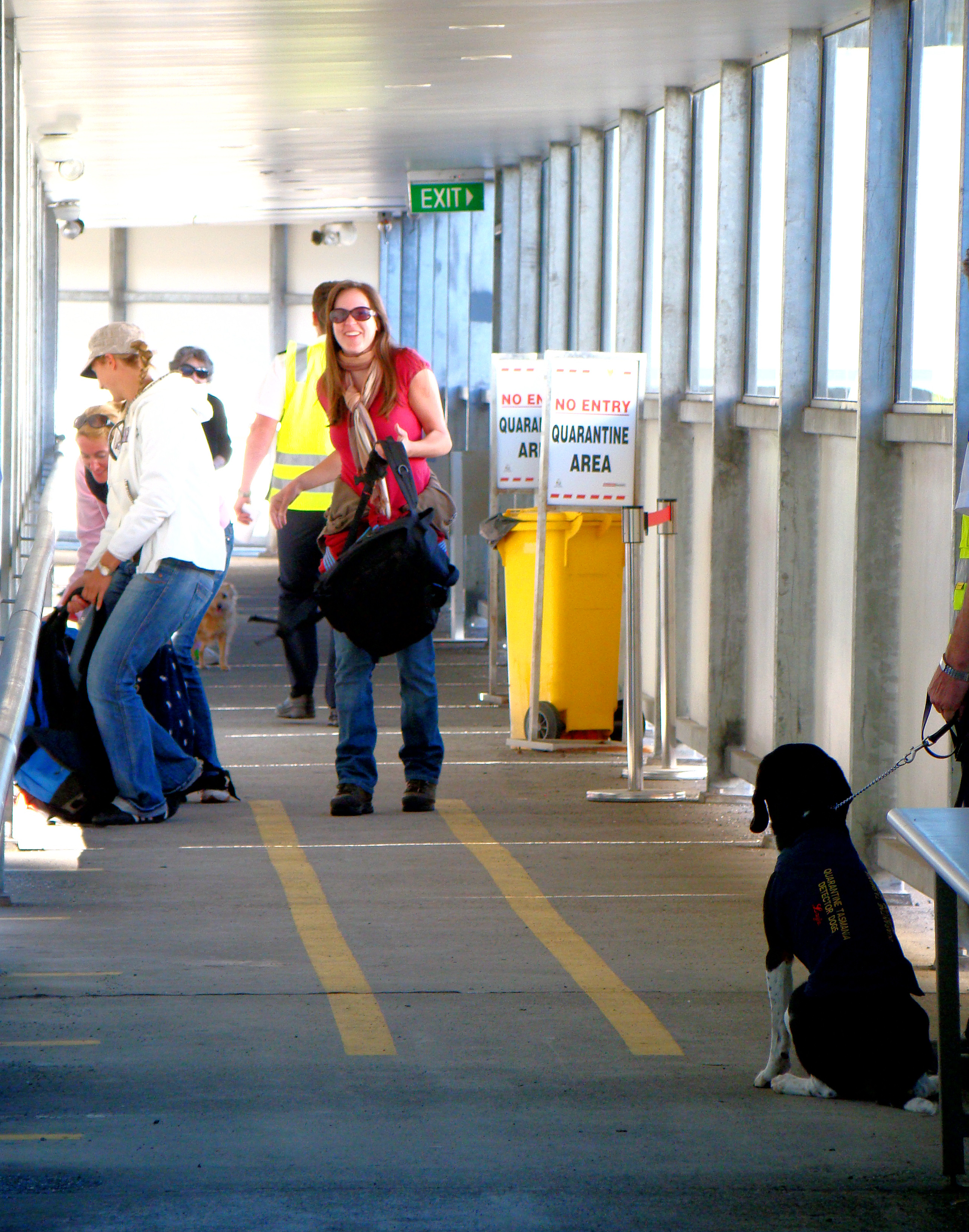
Собаки на работе в поисках фруктов в багаже пассажиров, прибывших на пароме из Тасмании